# Angelijärvi
Angelijärvi är en sjö i Finland. Den ligger i kommunen Enontekis i landskapet Lappland, i den norra delen av landet, 900 km norr om huvudstaden Helsingfors. Angelijärvi ligger 298,1 meter över havet. Den ligger vid sjön Pasmajärvi. Omgivningarna runt Angelijärvi är i huvudsak ett öppet busklandskap. Arean är 32,7 hektar och strandlinjen är 3,52 kilometer lång. Sjön  ingår i Kemi älvs huvudavrinningsområde. 